# Jizzy Pearl
Jizzy Pearl (nacido como James Wilkinson Chicago, Illinois; 17 de marzo de 1958) es un cantante estadounidense de origen irlandés. Debutó como vocal principal en una banda de rock llamada Data Clan, luego pasaría a las filas vocales en Love/Hate, y también ha cantado para L.A. Guns, Ratt, Adler's Appetite y otras bandas menos conocidas.

## Carrera
A Finales de los 80's se une a Love/Hate, banda que le dio más notoriedad en los shows del Whisky a Go Go de Hollywood. Posteriormente, el grupo firmó con Columbia Records.
Después de la desintegración de Love/Hate, Jizzy Pearl cantó en el álbum de Shrinking Violet de L.A. Guns en reemplazo vocal de Phil Lewis en el año 1999. En el año 2000 Jizzy Pearl sustituye a Stephen Pearcy en Ratt como vocal principal hasta su regreso en el 2006.
Jizzy Pearl ha lanzado los discos en solitario Just A Boy y Vegas Must Die. Vegas Must Die fue publicado a mediados del 2005, en Shrapnel Records. El álbum contiene once canciones. Jizzy produjo el álbum, que fue diseñado por Michael Lardie de Great White/Night Ranger.
Su estilo vocal ha cambiado considerablemente a lo largo de los años. Su voz ha ido mejorando con el paso del tiempo y él toma diferentes tonos de melodías, casi jugando personajes de sus nandas en la que este reemplazó durante toda su trayectoria musical.
Además de cantar y escribir canciones Jizzy también se dedicó a escribir cuentos, escribir 3 libros hasta la fecha "Yo Tengo Más grillos que amigos", "Angustia por los recuerdos" - y la de 2006, "Finales Infelices", una colección de cuentos, todos de los cuales son de lecturas bizarras.
A principios de 2007 Pearl, anunció que se reunirá nuevamente con Love/Hate por primera vez en diez años recorriendo giras por todo Norteamérica.
En el año 2009, Pearl volvió a L.A. Guns (Formación de Tracii Guns), tras una ausencia de 10 años de la banda reemplazando a Marty Cassey. En septiembre del 2011, anunció oficialmente su salida de L.A. Guns.
En el año 2013, Pearl se unió Quiet Riot, en sustitución del vocalista Scott Vokoun. La banda comenzara a grabar un nuevo álbum con Pearl que saldrá a principios de 2014.

## Discografía
| Título                   | Artista          | Publicado                | Sello                         |
| ------------------------ | ---------------- | ------------------------ | ----------------------------- |
| Dataclan (EP)            | Dataclan         | 1985                     | Autopublicado                 |
| Blackout in the Red Room | Love/Hate        | 22 de febrero de 1990    | Columbia Records              |
| Wasted In America        | Love/Hate        | 10 de marzo de 1992      | Columbia Records              |
| Let's Rumble             | Love/Hate        | 1 de abril de 1994       | Calibre Records               |
| I'm Not Happy            | Love/Hate        | 19 de septiembre de 1995 | Mayhem Records                |
| Livin' Off Layla         | Love/Hate        | 1997                     | SK-9 Records                  |
| Let's Eat                | Love/Hate        | 1 de junio de 1999       | Perris Records                |
| Shrinking Violet         | L.A. Guns        | 1 de junio de 1999       | Perris Records                |
| Greatest & Latest        | Love/Hate        | 25 de abril de 2000      | Cleopatra Records             |
| Adler's Appetite (EP)    | Adler's Appetite | Febrero de 2005          | Arrogant Bastard              |
| Vegas Must Die           | Jizzy Pearl      | 19 de julio de 2005      | Shrapnel Records              |
| Just A Boy               | Jizzy Pearl      | 30 de octubre de 2007    | Shrapnel Records              |
| Acoustic Gypsy Live      | L.A. Guns        | 27 de septiembre de 2011 | Favored Nations Entertainment |
| Crucified                | Jizzy Pearl      | 20 de diciembre de 2013  | Independent Release           |